# Bus-Saint-Rémy
Bus-Saint-Rémy település Franciaországban, Eure megyében. Lakosainak száma 342 fő (2018. január 1.). Bus-Saint-Rémy Dampsmesnil, Fourges és Bray-et-Lû községekkel határos.

## Népesség
A település népességének változása:
| Lakosok száma | 196  | 195  | 246  | 271  | 277  | 299  | 331  | 327  | 345  | 342  |
|               | 1962 | 1968 | 1982 | 1990 | 1999 | 2008 | 2011 | 2013 | 2017 | 2018 |